# 포커 F28 펠로십
포커 F28 펠로십(Fokker 28 Fellowship)은 네덜란드의 포커사에서 제작한 만든 소형 여객기로 우정을 뜻하는 Fellowship을 별명으로 칭하고 있다.

## 디자인 및 제작과정
1962년 4월에 포커사에 의해 발표된 생산은 네덜란드의 포커, 서독의 MBB, Fokker-VFW 그리고 북아일랜드의 Short Brothers와 같은 많은 유럽 회사들 간의 컨소시엄 협력으로 시작되었으며 또한 이 프로젝트에 정부 자금이 투자되었는데, 네덜란드 정부는 포커의 지분 50%를 지원하고 서독 정부는 독일 지분 35%의 60%를 보유하고 있습니다.
초기 디자인에는 50명의 승객을 1,650km(1,025mi)로 운송하기 위해 계획되었는데 이후 60~65개의 좌석을 갖도록 설계하였고 설계 시트에 F28은 원래 Bristol Siddeley BS.75 터보팬을 장착할 예정이었지만, 시제품은 이전 모델을 단순화시킨 버전인 Rolls-Royce "Spey Junior"엔진을 장착하였다.
포커 28은 동체 뒤쪽에 장착된 T-테일 및 엔진을 장착하고 있어 영국의 BAC 원일레븐과 미국 더글러스사의 더글러스 DC-9과 디자인이 유사하다. 항공기 끝부분에는 에일러론이 있는 초승달 모양의 날개가 살짝 달려 있었고, 간단한 플랩이 있었고, 5단면 리프트 덤프 작업은 착륙 후에만 이뤄졌다. 설계자가 느끼기에 역추력보다는 역추력 방식으로 무게를 줄일 수 있을 뿐만 아니라 유지 보수도 할 수 있었다. 또한 테일 콘이 갈라지고 유압식으로 측면에 개방되어 가변 에어 브레이크 역할을 할 수 있으며, 동시대 블랙번 부케너에도 사용되었는데 이는 발전형인 포커 100에도 적용되었으며 또한 BAe-146과 HS-146에도 사용되었다. 이 디자인은 항공기를 빠르게 감속시킬 뿐만 아니라 경제적 순항 고도에서 빠르게 하강하도록 도울 수 있을 뿐만 아니라 엔진을 더 높은 RPM으로 설정하여 '지속 시간'을 없앨 수 있다는 점에서 독특하다. 즉, 갑작스러운 속도 증가 또는 착륙 접근 시 고지에 필요한 경우 엔진이 더 빠르게 반응하고 Fellowship에는 접이식 3륜 자전거 착륙 기어가 있어 대형 저압 타이어를 사용하여 비포장 공습을 사용할 수 있다.
생산에 대한 책임 측면에서, Fokker는 코 부분, 중앙 동체 및 내부 윙을 설계 및 제작했습니다. MBB/Fokker-VFW는 전방 동체, 후방 동체 및 테일 어셈블리를 제작했으며, Shorts는 외측 날개를 설계 및 제작했다.

## 파생 종류

### 포커 28 Mk-1000
최대 70명의 승객으로 1969년 2월 24일에 생산이 승인되었으며, 1000C 기종에는 메인 데크 대형 화물 도어를 가지고 있었다.

### 포커 28 Mk-2000
전방에 57인치(1.4m)의 동체가 뻗은 마크 1000과 날개 뒤쪽에 30인치(0.76m)의 최대 승객 79명을 수송할 수 있게 셜계되었으며 1972년 8월 30일에 생산이 승인되었다. 1971년 4월 28일에 초도 비행을 하였고 1971년, 나이지리아 항공이 본 기종으로 서비스를 시작하였지만, 단지 10대만 생산되었다.

### 포커 28 Mk-3000
1978년 7월 19일에 생산을 시작하였고 날개 길이를 60인치(1.5m) 확장하였으며 3000C형은 100기종과 동일하게 메인 데크 대형 화물 도어를 가지고 있었다. 구조 강도와 연료 용량 증가를 특징으로 하는 성공적인 파생형으로서, 가루다 인도네시아 항공이 첫 상용 서비스를 시작했다.

### 포커 28 Mk-4000
1976년 12월 13일에 생산을 시작하였고 기존의 -2000형을 바탕으로 동체길이를 확장한 모델로 날개 양측에 2개의 비상 탈출구를 장착하였으며 60인치(1,500 mm)의 날개 길이 연장 및 85명의 승객을 수용할 수 있게 설계되었다. 첫번째 프로토타입은 1976년 10월 20일에 초도 비행을 하였다.

### 포커 28 Mk-5000
본래 -3000형 모델의 짧은 동체와 늘어난 날개판을 결합하는 것이었다. 날개에 선행 에지 슬래트를 추가하고 보다 강력한 롤스로이스 RB183 Mk555-15H 엔진을 사용해야 했다. 우수 전력으로 단거리 활주로를 운항할 수 있는 우수한 항공기로 예상됐지만 사업은 포기됐다.

### 포커 28 Mk-6000
1973년 9월 27일에 처음 비행했으며, 날개폭과 앞쪽 가장자리가 증가하여 이전 모델인 Mk 2000/4000의 긴 동체를 가지고 있었다. 1975년 10월 30일 인증을 받았으며 1976년까지 생산을 지어졌다.

### 포커 28 Mk-6600
계획되었던 모델이나 생산을 하지 못하였다.

### 페어차일드 228
미국의 페어차일드 사가 롤스로이스 RB.203 엔진과 50석으로 구성된 항공기를 조립생산을 하기로 제안되었으나 실현되지는 못하였다.

## 같이 보기
- 포커 50
- 포커 70
- 포커 100

## 참고 문헌
- 위키미디어 공용에 포커 F28 펠로십 관련 미디어 분류가 있습니다.
- “Slatted F.28”. 《Flight International》. 1972년 12월 7일.
- “F.28 update”. 《Flight International》. 1975년 5월 1일.